# Casa del pintor Guillermo Guzmán Manzaneda
La Casa del pintor Guillermo Guzmán Manzaneda es una casa en la ciudad de Huancayo, Perú. Se encuentra en la zona monumental de la ciudad y desde 1988 ha sido declarado Monumento Histórico del Perú.
La casa se ubica en la segunda cuadra del jirón Amazonas, cerca de su intersección con el jirón Ayacucho. Consta de dos plantas destacando, en el primer nivel, dos puertas y en el segundo un balcón de cajón con antepecho de madera y celosias. A ambos lados se abren sendas ventanas con balcón mínimo y antepecho formado por columnas de madera y rejas en la parte superior. Su uso actual es residencial y se mantiene como propiedad privada.
En esta casa nació en 1912 el pintor Guillermo Guzmán Manzaneda, considerado uno de los principales pintores huancaínos. En ella misma, Guzmán estableció su taller y el museo de su obra.
El 12 de noviembre de 1988 se publicó la Resolución Jefatural N° 284-88-INC/J de fecha 18 de mayo de ese año mediante la cual el Instituto Nacional de Cultura declaró este inmueble como Monumento Histórico Nacional.